# Linia kolejowa nr 850
Linia kolejowa nr 850 – magistralna, jednotorowa, zelektryfikowana linia kolejowa, łącząca rozjazdy numer 82 i 100 na stacji Warszawa Zachodnia. Za budowę odpowiedzialne jest Centrum Realizacji Inwestycji Region Centralny. Linia umożliwi bezpośrednie przejazdy pociągów z kierunku Grodziska Mazowieckiego w stronę Warszawy Gdańskiej.